# おふでさき
おふでさき（御筆先）は、天理教の原典（聖典）のひとつである。

## 概要
天理教の教祖である中山みきが親神（天理王命）の教えを書いたもので和歌の形式になっている。
天理教の原典は、『おふでさき』、『みかぐらうた』、『おさしづ』の3書があり、「三原典」と呼ばれて天理教教義の基礎となる。

## おふでさきの執筆年代
『おふでさき』は、1869年（明治2年）から1882年（明治15年）頃までに執筆された。17冊書かれ、全部で1711首になる。
| 号       | 執筆年          | 歌の数 | 教祖の年齢 | 備考                    |
| -------- | --------------- | ------ | ---------- | ----------------------- |
| 第一号   | 明治2年正月より | 74首   | 72歳       | 正月、とは旧暦で1月の意 |
| 第二号   | 明治2年3月      | 47首   | 72歳       |                         |
| 第三号   | 明治7年1月      | 149首  | 77歳       |                         |
| 第四号   | 明治7年4月      | 134首  | 77歳       |                         |
| 第五号   | 明治7年5月      | 88首   | 77歳       |                         |
| 第六号   | 明治7年12月より | 134首  | 77歳       |                         |
| 第七号   | 明治8年2月      | 111首  | 78歳       |                         |
| 第八号   | 明治8年5月      | 88首   | 78歳       |                         |
| 第九号   | 明治8年6月      | 64首   | 78歳       |                         |
| 第十号   | 明治8年6月      | 104首  | 78歳       |                         |
| 第十一号 | 明治8年6月      | 80首   | 78歳       |                         |
| 第十二号 | 明治9年頃       | 182首  | 79歳頃     |                         |
| 第十三号 | 明治10年頃      | 120首  | 80歳頃     |                         |
| 第十四号 | 明治12年6月より | 92首   | 82歳       |                         |
| 第十五号 | 明治13年1月より | 90首   | 83歳       |                         |
| 第十六号 | 明治14年4月より | 79首   | 84歳       |                         |
| 第十七号 | 明治15年頃      | 75首   | 85歳頃     |                         |

この他にも、第一号～第十七号(計1711首)のなかに含まれない「号外」というの句が3首存在する。それは以下の3首である。仮にこの3首を号内の1711首に足すと合計で、1714首にあるということになる。
| ＜にちにち心つくしたものだねを 神がたしかにうけとりている＞ ＜しんぢつに神のうけとるものだねわ いつになりてもくさるめわなし＞ ＜だんだんとこのものだねがはへたなら これまつだいのこふきなるそや＞ |

また、以下の1句は第三号の40番の句に所属し、135番の句にも所属する。つまり全く同じ句が2つあるということになる。仮に、この句を2句で1首とすると全部で1710首ということになる。前述通り、おふでさきには号外が存在するため号外を含めた数では、（1711首）＋（号外3首）－（重句1首）＝1713首、ということになる。
| ＜たんたんとなに事にてもこのよふわ 神のからだやしやんしてみよ＞ |